# Astronesthes gudrunae
Astronesthes gudrunae är en fiskart som beskrevs av Nikolai V. Parin och Borodulina 2002. Astronesthes gudrunae ingår i släktet Astronesthes och familjen Stomiidae. Inga underarter finns listade.